# Linea Aeropostal Venezolana
Aeropostal – Alas de Venezuela (kurz Aeropostal) war eine venezolanische Fluggesellschaft mit Sitz in Caracas und Basis auf dem Flughafen Caracas.

## Geschichte

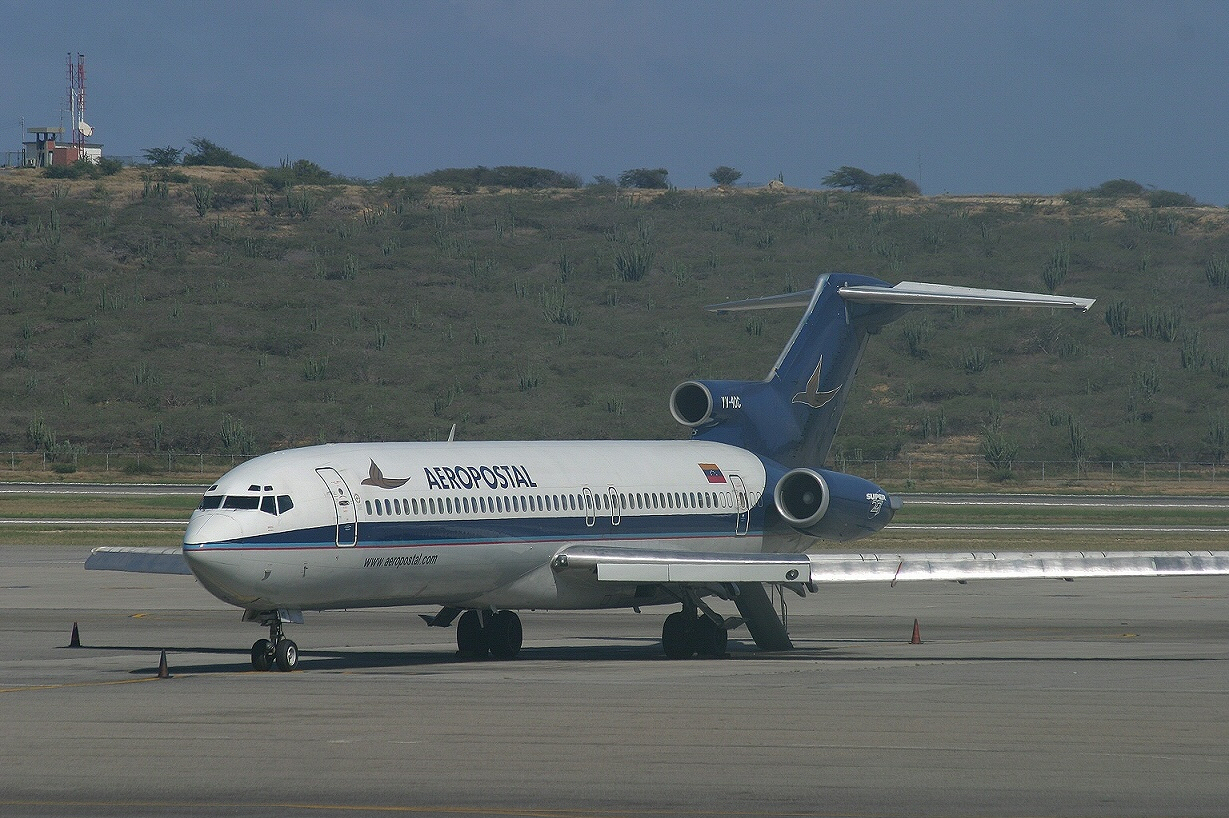
Boeing 727-200 der Aeropostal, 2003

Die Fluggesellschaft wurde 1929 durch den Franzosen Marcel Bouilloux-Dafont unter dem Namen Aéropostale gegründet. Ziel der Gesellschaft war es, die Stadt Maracay mit den erzreichen Gebieten im Süden und dem Erdölgebiet um Maracaibo zu verbinden, wo Franzosen Schürf- und Bohrrechte besaßen. Erste Flugzeuge waren die Latécoère 26 und Latécoère 28.
Am 31. Dezember 1933 übernahm die venezolanische Regierung einen Teil des Unternehmens, nachdem Frankreich die Subventionen für die Fluggesellschaft eingestellt hatte. Die Gesellschaft erhielt den Namen „Linea Aeropostal Venezolana“. Im Jahr 1935 ging die Geschäftsführung zum ersten Mal an einen Venezolaner, Francisco Leonardi, und am 21. Mai 1937 ging die Gesellschaft vollständig in den Besitz der venezolanischen Regierung über. Die französischen Maschinen wurden dann auch durch Fairchild 71 und später durch Lockheed Modell 10 ersetzt.
Im Jahr 1939 wurde die Basis aufgrund der Nähe zur wachsenden Hauptstadt Caracas zum Flughafen Maiquetía (Caracas / Simón Bolívar) verlegt. In diesem Jahr kamen auch die ersten Douglas DC-3 zur Flotte hinzu. 1943 wurde mit AVENSA der erste starke Konkurrent gegründet. Diese von Pan Am ins Leben gerufene und somit private Gesellschaft sollte bis zu AVENSAs Betriebseinstellung im Jahr 2002 Aeropostals „Erzfeind“ werden. Nach dem Krieg verließen die Electras die Flotte, und es kamen Martin 202 und Douglas DC-4 hinzu. Mit diesen Flugzeugen wurden erste internationale Verbindungen nach Brasilien und auf die niederländischen Antillen aufgenommen. Im Jahr 1947 wurden für Strecken in die USA Lockheed Constellations eingeführt. Die Weiterentwicklung Lockheed L-1049 „Super Constellation“ ermöglichte die Aufnahme von Flügen nach Europa in den 1950er Jahren. Aeropostal gehörte auch zu den ersten Fluggesellschaften, die mit der De Havilland DH.106 Comet einen Jet bestellten. Nach der Unfallserie mit den Comet 1 Mitte der 1950er Jahre wurde die Bestellung jedoch storniert.
Im Jahr 1959 wurde beschlossen, die internationalen Strecken an einen neuen Flag Carrier zu geben, aus dem die VIASA entstand. Mit Aufnahme des Flugbetriebes der VIASA 1961 stellte Aeropostal ihre internationalen Strecken ein und wurde eine reine Inlandsfluggesellschaft. 1968 kamen mit Douglas DC-9 die ersten Jets zur Gesellschaft, die nach und nach die propellergetriebenen Muster ersetzten. In den 1970er Jahren bereits konnten wieder einige Strecken in Nachbarländer und zu einigen Karibikinseln wieder aufgenommen werden. Anfang der 1980er Jahre wurde mit der Bestellung von drei werksneuen McDonnell Douglas MD-83 ein neues Kapitel eingeläutet. Das Streckennetz wurde wieder stark ausgebaut, insbesondere in die Karibik und in die USA (Atlanta und Orlando). Anfang der 1990er Jahre kamen drei gemietete McDonnell Douglas MD-83 zur Flotte, zwei Maschinen der damals gescheiterten German Wings aus Deutschland mit einer reinen Business-Klassen-Bestuhlung und eine von Midway Airlines aus den USA. Alle drei Maschinen wurden bereits nach zwei Jahren wieder an den Leasinggeber zurückgegeben.
Im Jahr 1994 musste die Gesellschaft nach langen finanziellen Schwierigkeiten den Flugbetrieb einstellen. Die Flotte wurde in Maiquetía (Flughafen von Caracas) 'eingemottet'. Die drei eigenen MD-83 wurden verkauft, um den Wartungsbetrieb weiterbetreiben zu können.

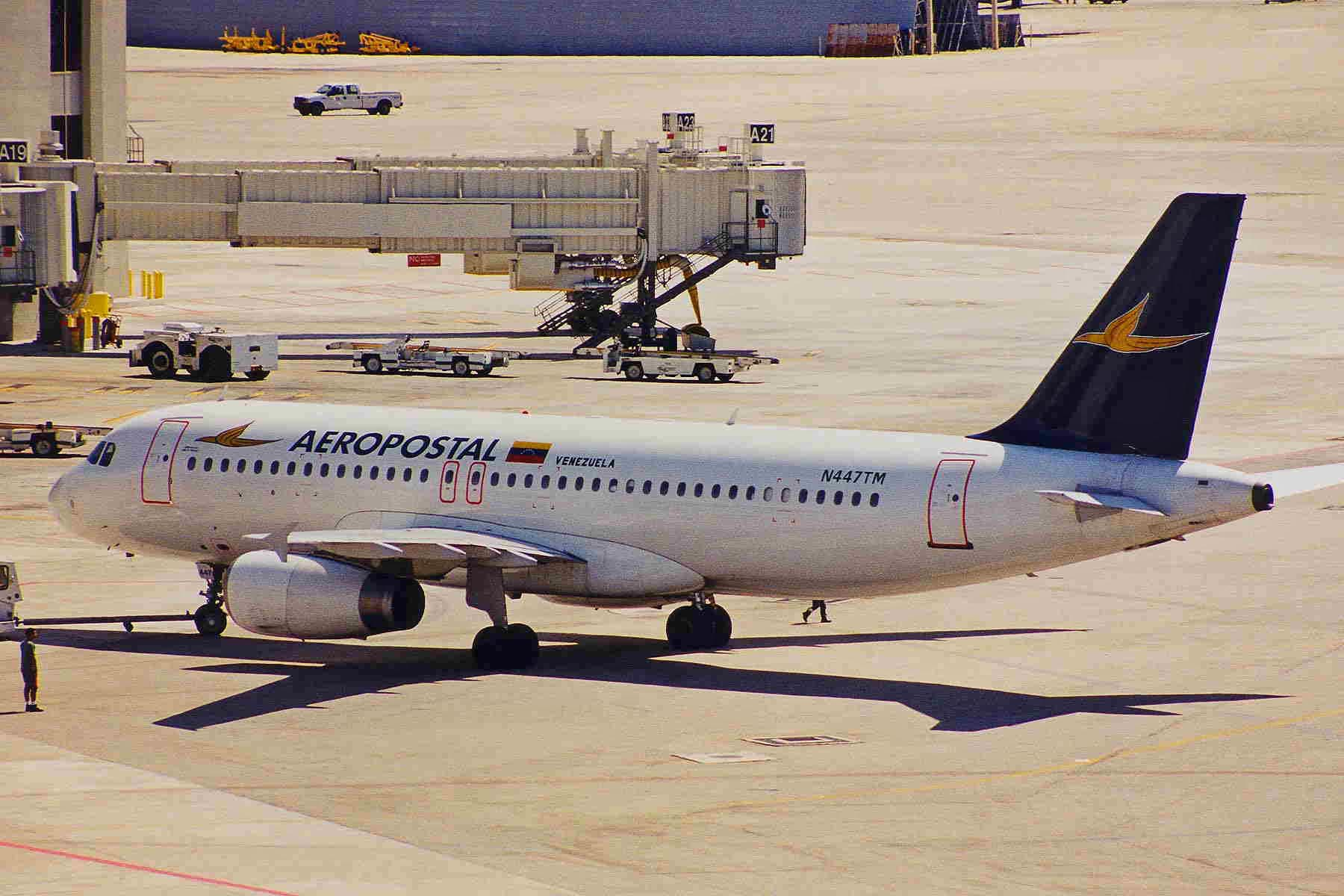
Airbus A320 der Aeropostal, Miami 2000

Im Jahr 1996 wurde der Rest der Gesellschaft für den verhältnismäßig geringen Preis von knapp 30 Millionen US$ an private Eigentümer verkauft, darunter auch an einige britische Geschäftsleute und dem ehemaligen Vorsitzenden Nelson Ramíz. Die neuen Eigentümer führten den Zusatztitel „Alas de Venezuela“ ein. Der Flugbetrieb wurde am 7. Januar 1997 mit einer DC-9 wiederaufgenommen, und schon im Sommer erreichte die DC-9 – Flotte wieder eine Größe von neun Maschinen. Aeropostal hatte Pläne, die Flotte langfristig auf Airbus-Maschinen vom Typ A320 für Kurz- und Mittelstrecken und A310 für die neu erworbenen Streckenrechte nach Frankfurt und Zürich umzustellen, und selbst von modernen Airbus A330-200 war die Rede. Die Expansionspläne wurden jedoch zurückgeschraubt, nachdem sich die Vorhaben als zu groß erwiesen. Die bereits angemieteten Airbus A310 und A320 gingen zurück an ihre Eigentümer, nachdem sie nur kurze Zeit auf den Nord- und Südamerika-Strecken zum Einsatz kamen. Die Europa-Strecken wurden nie aufgenommen.
Aufgrund der neuen US-Gesetze, die Venezuela als unsicher im Bereich des Luftverkehrs einstufen, musste die Gesellschaft für US-Strecken Flugzeuge von Falcon Air Express anmieten. Dabei handelte es sich um Boeing 727-200, die 2005 durch McDonnell Douglas MD-80 ersetzt wurden. 2004 kamen erneut MD-80 zur Flotte hinzu. Sie ersetzten die Boeing 727 auf den Südamerika-Strecken.
Aeropostal hatte sich an der honduranischen Airline Sol Air beteiligt. Daraufhin wurde der Name in Aerohonduras geändert. Zwei Boeing 737-300 kamen bei dieser Airline zum Einsatz. Diese Airline stellte jedoch den Flugbetrieb bereits 2005 wieder ein.
Um die Position in Lateinamerika zu stärken, wollte Aeropostal eine weitere Airline in Costa Rica aufbauen. Eine Douglas DC-9-20 war bereits in den vollen Farben von Aeropostal Costa Rica abgestellt.
Durch die Gründung der staatlichen Fluggesellschaft Conviasa, die ab Frühjahr bzw. Sommer 2005 auf einigen Strecken mit Aeropostal konkurrierte, musste sich die Linie neuen Herausforderungen stellen. Auch wenn Aeropostal und Santa Barbara Airlines sehr gute Ausgangspositionen hatten, war das langfristige Überleben der privaten Fluggesellschaften in Venezuela nicht gesichert.
Am 22. August 2017 verlor die Gesellschaft den Versicherungsschutz für die letzte betriebene MD-82. Darauf wurde der Flugbetrieb im September eingestellt.

## Flugziele
Aeropostal bediente von Caracas aus Porlamar, Maracaibo, Valencia, Barquisimeto, Puerto Ordaz, Maturín, Cumaná und Las Piedras.

## Flotte

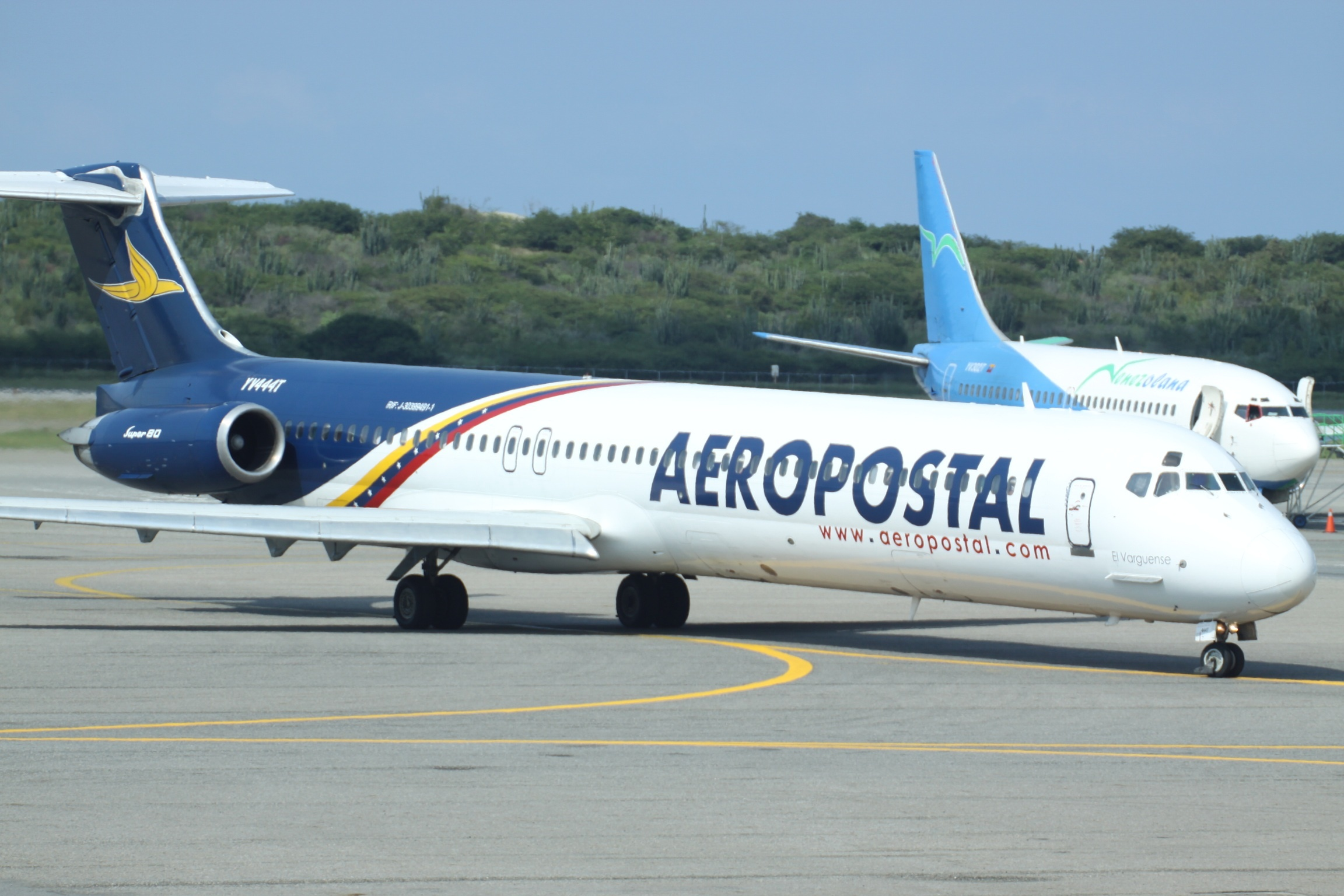
McDonnell Douglas MD-82 der Aeropostal

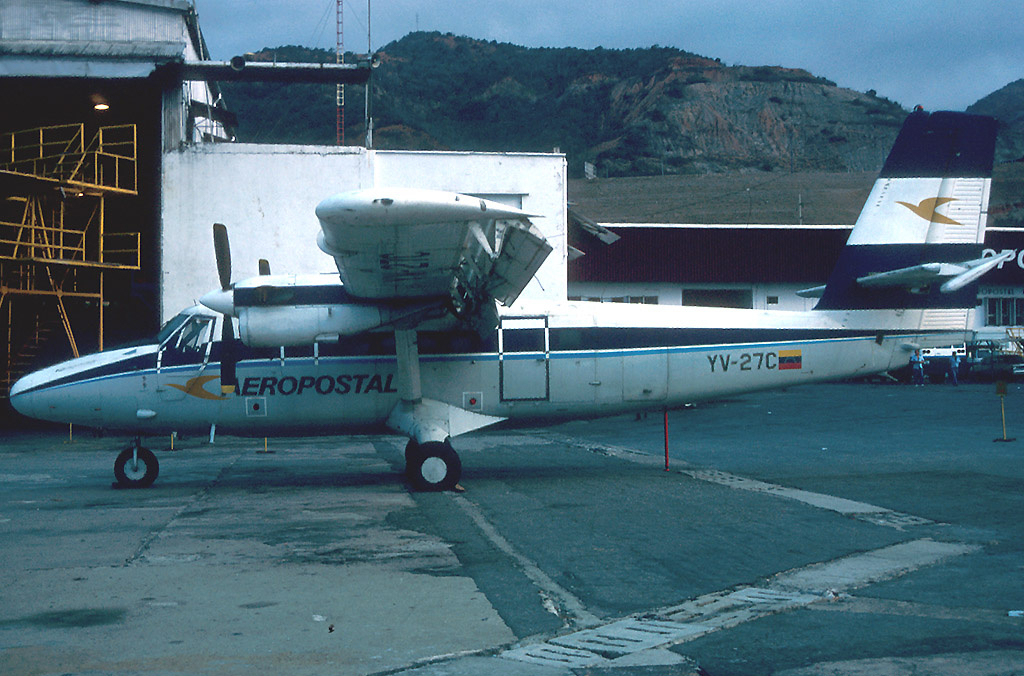
DHC-6 Twin Otter der Aeropostal

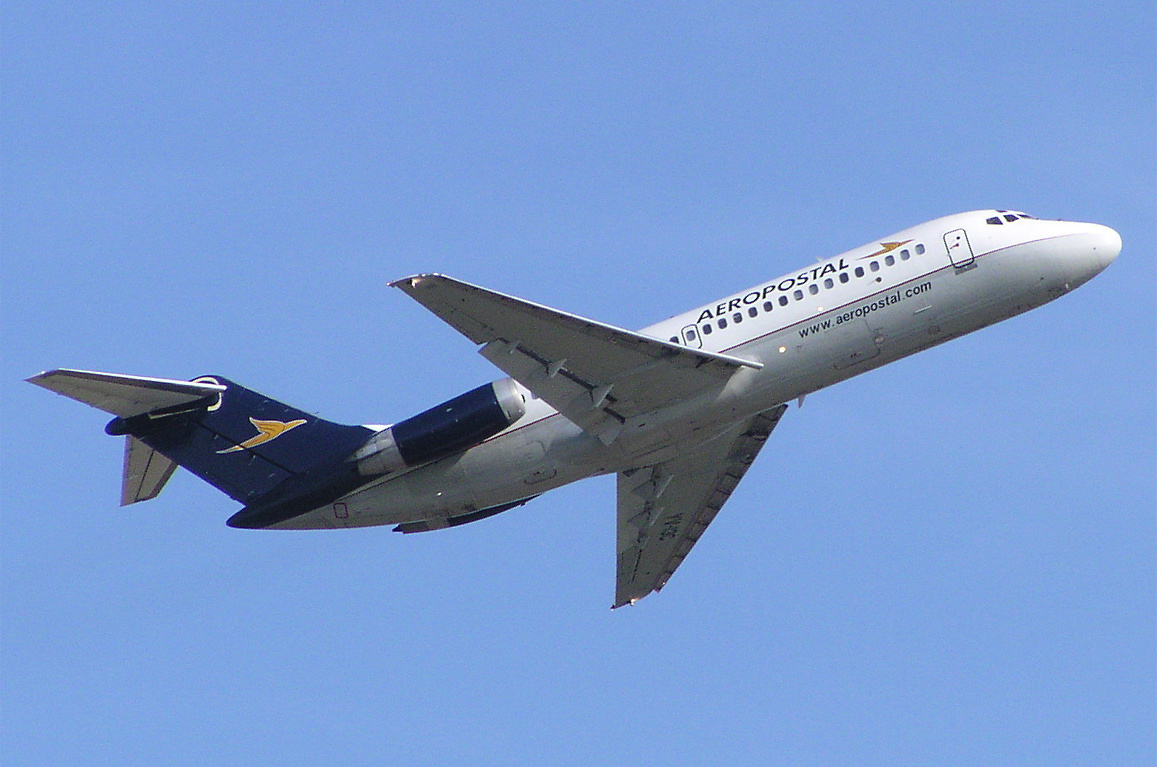
Douglas DC-9-21 der Aeropostal

### Flotte im Juli 2015
Mit Stand Juli 2015 bestand die Flotte der Aeropostal aus sieben Flugzeugen:
| Flugzeugtyp             | Anzahl | bestellt | Anmerkungen | Sitzplätze |
| ----------------------- | ------ | -------- | ----------- | ---------- |
| Douglas DC-9-50         | 1      |          |             | 135        |
| McDonnell Douglas MD-82 | 6      |          | 1 inaktiv   | 164        |
| Gesamt                  | 7      | –        |             |            |

### Zuvor eingesetzte Flugzeuge
Folgende Flugzeugmuster waren für die Aeropostal im Einsatz:
- Airbus A310
- Airbus A320
- Boeing 727-200
- Bristol 170
- Curtiss C-46
- de Havilland Canada DHC-6 Twin Otter
- Douglas DC-3
- Douglas DC-4
- Douglas DC-9-15
- Douglas DC-9-20
- Douglas DC-9-30
- Hawker-Siddeley HS 748
- Lockheed 10 Electra
- Lockheed Lodestar
- Lockheed Constellation
- Lockheed Super Constellation
- Martin 202
- McDonnell Douglas MD-83
- Vickers Viscount

## Zwischenfälle
- Am 8. April 1947 verunglückte eine Douglas DC-3/C-47 der Linea Aeropostal Venezolana (LAV) (Luftfahrzeugkennzeichen YV-ALO) 40 Kilometer östlich von Caracas (Venezuela). Ziel war der Flugplatz Caracas-La Carlota. Alle 27 Insassen, drei Besatzungsmitglieder und 24 Passagiere, kamen ums Leben.[7]

- Am 20. Juli 1956 (Ortszeit) (nach anderer Quelle am 20. Juni) stürzte eine vom Flughafen New York-Idlewild gestartete Lockheed Super Constellation L-1049E der Linea Aeropostal Venezolana (LAV) (YV-C-AMS) infolge eines Tragflächenfeuers während eines Treibstoffschnellablasses etwa 65 km südöstlich des Startflughafens in den Atlantik. Alle 74 Insassen kamen ums Leben (siehe auch Aeropostal-Flug 253 (Juni 1956)).[8][9]

- Am 27. November 1956 wurde eine Lockheed L-749-79 Constellation der Linea Aeropostal Venezolana (YV-C-AMA) im Anflug auf den Flughafen Caracas (Venezuela) in 2043 Metern Höhe in einen Berg geflogen, noch 18 Kilometer ostsüdöstlich vom Zielflughafen entfernt. Der Unfall ereignete sich aufgrund mehrerer Navigationsfehler, die sich zu einer zeitlichen Fehlberechnung von 9 Minuten addierten. Bei diesem CFIT (Controlled flight into terrain) wurden alle 25 Insassen getötet, sieben Besatzungsmitglieder und 18 Passagiere.[10][11][12]

- Am 14. Oktober 1958 wurde eine vom Flughafen Panama gestartete L-1049G Super Constellation der Linea Aeropostal Venezolana (LAV) (YV-C-ANC) in den Berg Alto del Cedro Mountain in der Sierra Perijá geflogen, 89 Kilometer vor dem Zielflughafen Maracaibo. Bei diesem CFIT (Controlled flight into terrain) wurden alle 23 Insassen, 6 Besatzungsmitglieder und 17 Passagiere, getötet.[13][14]

- Am 28. April 1960 explodierte an Bord einer Douglas DC-3/C-47B-15-DK der Linea Aeropostal Venezolana (LAV) (YV-C-AFE) während des Anflugs auf den Flughafen Calabozo (Venezuela) ein Sprengsatz. Es kam zum Kontrollverlust und Absturz der Maschine 15 Kilometer vom Zielflughafen entfernt. Alle 13 Insassen, drei Besatzungsmitglieder und 10 Passagiere, wurden getötet.[15]

- Am 9. März 1961 wurde eine Douglas DC-3/C-47A-85-DL der Linea Aeropostal Venezolana (LAV) (YV-C-AZQ) bei Páramo Turmal (Venezuela) gegen einen Berg geflogen. Der Unfall wurde durch mehrere Navigationsfehler, Fliegen in zu niedriger Höhe und übermäßiges Vertrauen des Kapitäns in seine Streckenkenntnis verursacht. Durch diesen CFIT (Controlled flight into terrain) wurden alle 12 Insassen getötet, vier Besatzungsmitglieder und 8 Passagiere.[16]

- Am 20. August 1968 fiel an einer Hawker Siddeley HS 748-215 der Linea Aeropostal Venezolana (LAV) (YV-C-AMY) kurz nach dem Start vom Flughafen Maturin (Venezuela) das Triebwerk Nr. 1 (links) aus. Die Maschine stürzte aus niedriger Höhe ab. Von den sieben Insassen kamen 4 ums Leben, zwei Besatzungsmitglieder und zwei der vier Passagiere.[17]

- Am 25. Januar 1971 wurde eine Vickers Viscount 749 der Linea Aeropostal Venezolana (LAV) (YV-C-AMV) sieben Minuten nach dem Start vom Flughafen Merida (Venezuela) 16 Kilometer entfernt bei Paramo Los Conejos in Bäume geflogen und machte eine Bruchlandung in einer bewaldeten Bergflanke. Dabei wurden 13 der 47 Insassen, 1 Besatzungsmitglied und 12 Passagiere, getötet.[18]

- Am 1. November 1971 stürzte eine Vickers Viscount 749 der Linea Aeropostal Venezolana (LAV) (YV-C-AMZ) kurz nach dem Abheben vom Flughafen Maracaibo ab, möglicherweise aufgrund von Problemen mit der Steuerung. Dabei kamen alle 4 Besatzungsmitglieder, die einzigen Insassen, ums Leben.[19]

- Am 27. August 1972 stürzte eine Douglas DC-3/C-47-DL der Linea Aeropostal Venezolana (LAV) (YV-C-AKE) nahe dem Flughafen Canaima (Venezuela) ab, als versucht wurde, nach einem Ausfall des Triebwerks Nr. 1 (links) dorthin zurückzukehren. Alle 34 Insassen, drei Besatzungsmitglieder und 31 Passagiere, kamen ums Leben.[20]

- Am 14. August 1974 wurde eine weitere Vickers Viscount 749 der Linea Aeropostal Venezolana (LAV) (YV-C-AMX) im Anflug auf den Flughafen Porlamar (Venezuela) in den 5 Kilometer entfernten Hügel Cerro Piache geflogen. Bei diesem CFIT (Controlled flight into terrain) wurden alle 48 Insassen, 4 Besatzungsmitglieder und 44 Passagiere, getötet.[21]

- Am 3. März 1978 gab es in einer Hawker Siddeley HS 748-2A der Linea Aeropostal Venezolana (LAV) (YV-45C) Probleme mit einem Künstlichen Horizont. Beim Versuch der Rückkehr zum Startflughafen Caracas (Venezuela) stürzte das Flugzeug rund 8 Kilometer nordnordöstlich davon ins Meer. Alle 47 Insassen, vier Besatzungsmitglieder und 43 Passagiere, kamen ums Leben.[22]

- Am 5. März 1991 prallte eine Douglas DC-9-32 der Linea Aeropostal Venezolana (LAV) (YV-23C) nahe La Valesa, Venezuela auf dem Flug von Maracaibo nach Santa Barbara gegen einen Berg. Alle 43 Insassen starben (siehe auch Aeropostal-Flug 109).[23]